# Іван Бабушкін (фільм)
«Іван Бабушкін» (рос. «Иван Бабушкин») — радянський чотирисерійний художній фільм 1985 року режисера Георгія Кузнецова за мотивами повісті Олександра Борщаговського «Сечень», про життя і діяльність професійного революціонера, більшовика Івана Васильовича Бабушкіна.

## Сюжет
Фільм розповідає про революційну діяльність Івана Бабушкіна, його роботу як кореспондента революційної газети «Іскра», заслання в Верхоянськ, участі в революції 1905 року, коли Бабушкін був членом Іркутського і Читинського комітетів РСДРП, роботі в соціал-демократичній газеті «Забайкальський робітник», керівництво Читинським озброєнним повстанням і загибель…

## У ролях
- Олексій Жарков — Іван Васильович Бабушкін, професійний революціонер
- Анна Каменкова —  Маша, заслана терористка
- Вацлав Дворжецький —  Петро Михайлович, засланець
- Катерина Васильєва —  Катерина
- Олена Мельникова —  Парасковія, дружина Бабушкіна
- Юрій Гребенщиков —  Басовський
- Юрій Катін-Ярцев —  засланець поштмейстер Еверестов
- Ігор Кашинцев —  якутський губернатор
- Аристарх Ліванов —  прокурор
- Володимир Головін —  підполковник Коршунов
- Юрій Назаров —  Абросімов, підпільник
- Григорій Лямпе —  Мандельберг, член комітету РСДРП
- Ігор Дмитрієв —  Гондатті
- Олег Корчиков —  Воїнов
- Ернст Романов —  Курнатовський
- Володимир Труханов
- Леонід Оболенський — князь Андронніков

## Знімальна група
- Режисер — Георгій Кузнецов
- Сценарист — Олександр Борщаговський
- Оператор — Геннадій Трубников
- Композитор — Володимир Лебедєв
- Художники — Борис Добровольський, Анатолій Пічугін